# Gino
Gino är ett manligt förnamn av italienskt ursprung.

## Personer med förnamnet Gino

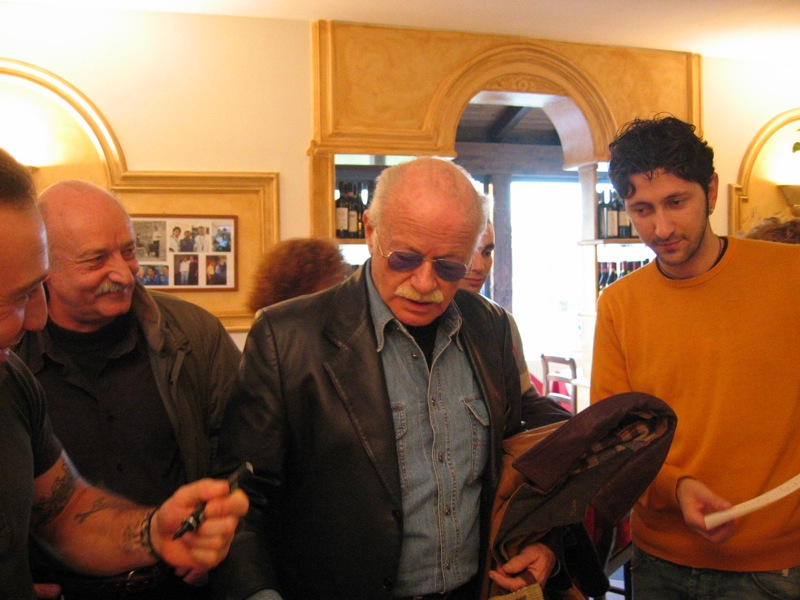
Gino Paoli, 2004.

- Gino Bartali, italiensk tävlingscyklist.
- Gino Capponi, italiensk historieskrivare.
- Gino Manca, italiensk formgivare.
- Gino Odjick, kanadensisk ishockeyspelare.
- Gino Padula, argentinsk fotbollsspelare.
- Gino Paoli, italiensk sångare.
- Gino Pollini, italiensk arkitekt.
- Gino Samil, svensk skådespelare.
- Gino Severini, italiensk målare.
- Gino Soccio, kanadensisk musiker.
- Gino Vannelli, kanadensisk sångare.